# Theodor Simon Flatau
Theodor Simon Flatau (ur. 4 czerwca 1860 w Lyck, zm. 29 października 1937 w Berlinie) – niemiecki lekarz otorynolaryngolog i foniatra.

## Życiorys
Syn Theodora Flataua, współzałożyciela i współwłaściciela Dr Pieper u. Flatau chem. Fabrik. Studiował w Berlinie i na Uniwersytecie w Heidelbergu. W 1882 roku otrzymał tytuł doktora nauk medycznych. 
Następnie specjalizował się m.in. u Salomona Moosa w różnych klinikach rynolaryngologii i otiatrii. Od 1885 roku w Berlinie. W latach 1894–1897 odbył studia muzyczne na Uniwersytecie Berlińskim. Od 1905 roku w klinice Charité. Wprowadził do medycyny pojęcia fonastenii i dysodii. Z okazji 70. urodzin poświęcono mu specjalne wydanie czasopisma Stimme.
W 1933 roku stracił posadę akademicką z powodu żydowskiego pochodzenia.
Żonaty z Eveline Albu, mieli dwóch synów i córkę.

## Wybrane prace
- Pachydermie du larynx, avec participation de l'épiglotte  (1893)
- Die Bauchrednerkunst mit Einschluss der allg. Diagnostik. Berlin, 1899
- Gutzmann, Flatau. Die Bauchrednerkunst, geschichtl. und exper. Unters. Leipzig, 1894
- Die Nasen-, Rachen- und Kehlkopfkrankheiten, Lehrb. f. Ärzte und Studierende. Leipzig, 1895
- Die Sprachgebrechen des jugendlichen Alters. Halle, 1896
- Die Hysterie in ihren Beziehungen zu den oberen Luftwegen und zum Ohre. Halle, 1899
- Hygiene des Kehlkopfes und der Stimme; die Stimmstörungen der Sänger. Wien, 1898
- Die Anwendung des Röntgen'schen Verfahrens in der Rhinolaryngologie. Wien, 1899
- Hysteria in its relations to the upper air tract and to the ear[4]. (1899)
- Zweiundeinhalbes Jahr Ohrenarzt auf dem Balkan. Beiträge zur Anatomie, Physiologie, Pathologie und Therapie des Ohres, der Nase und des Halses 12, ss. 159-179, 1919